# Liste des distinctions de Gravity
Cette page dresse la liste des distinctions obtenues par le film américano-britannique Gravity, sorti aux États-Unis le 4 octobre 2013, au cours de la saison des récompenses 2013-2014.

## Sélections
- Festival du film de Londres 2013 : American Airlines Gala
- Festival international du film de Toronto 2013 : sélection « Special Presentations »
- Mostra de Venise 2013 : sélection hors compétition (film d'ouverture)

## Récompenses
- Africain-American Film Critics Association Awards 2013 : meilleure actrice pour Sandra Bullock
- Alliance of Women Film Journalists Awards 2013 :
  - Meilleure actrice défiant âge et âgisme pour Sandra Bullock
  - Kick Ass Award de la meilleure actrice de film d'action pour Sandra Bullock
  - Meilleure photographie pour Emmanuel Lubezki
  - Meilleure musique de film pour Steven Price
- American Film Institute Awards 2013 : top 10 des meilleurs films de l'année
- Austin Film Critics Association Awards 2013 : meilleur réalisateur pour Alfonso Cuarón, meilleure photographie pour Emmanuel Lubezki
- Black Film Critics Circle Awards 2013 : meilleure photographie pour Emmanuel Lubezki
- Chicago Film Critics Association Awards 2013 :
  - Meilleure direction artistique
  - Meilleure photographie pour Emmanuel Lubezki
  - Meilleur montage pour Alfonso Cuarón et Mark Sanger
- Boston Society of Film Critics Awards 2013 : meilleure photographie pour Emmanuel Lubezki
- Dallas-Fort Worth Film Critics Association Awards 2013 :
  - Meilleur réalisateur pour Alfonso Cuarón
  - Meilleure photographie pour Emmanuel Lubezki
  - Meilleure musique de film pour Steven Price
- Detroit Film Critics Society Awards 2013 : meilleur réalisateur pour Alfonso Cuarón
- Florida Film Critics Circle Awards 2013 : meilleure photographie pour Emmanuel Lubezki, meilleur montage pour Alfonso Cuarón et Mark Sanger
- Houston Film Critics Society Awards 2013 :
  - Meilleur réalisateur pour Alfonso Cuarón
  - Meilleure actrice pour Sandra Bullock
  - Meilleure photographie pour Emmanuel Lubezki
  - Meilleure musique de film pour Steven Price
- Kansas City Film Critics Circle Awards 2013 : meilleur réalisateur pour Alfonso Cuarón, meilleure actrice pour Sandra Bullock
- Las Vegas Film Critics Society Awards 2013 :
  - Meilleure direction artistique
  - Meilleure photographie pour Emmanuel Lubezki
  - Meilleur montage pour Alfonso Cuarón et Mark Sanger
  - Meilleurs effets visuels
- Los Angeles Film Critics Association Awards 2013 :
  - Meilleur film (ex-æquo avec Her)
  - Meilleur réalisateur pour Alfonso Cuarón
  - Meilleure photographie pour Emmanuel Lubezki
  - Meilleur montage pour Alfonso Cuarón et Mark Sanger
- Online Film Critics Society Awards 2013 :
  - Meilleur réalisateur pour Alfonso Cuarón
  - Meilleure photographie pour Emmanuel Lubezki
  - Meilleur montage pour Alfonso Cuarón et Mark Sanger
- National Board of Review Awards 2013 : Creative Innovation in Filmmaking
- Nevada Film Critics Society Awards 2013 :
  - Meilleur réalisateur pour Alfonso Cuarón
  - Meilleure photographie pour Emmanuel Lubezki
  - Meilleurs effets visuels
- New York Film Critics Online Awards 2013 : meilleur réalisateur pour Alfonso Cuarón, meilleure photographie pour Emmanuel Lubezki
- Phoenix Film Critics Society Awards 2013 :
  - Meilleur réalisateur pour Alfonso Cuarón
  - Meilleure photographie pour Emmanuel Lubezki
  - Meilleur montage pour Alfonso Cuarón et Mark Sanger
  - Meilleurs décors
  - Meilleurs effets visuels
- San Diego Film Critics Society Awards 2013 : meilleur réalisateur pour Alfonso Cuarón
- San Francisco Film Critics Circle Awards 2013 :
  - Meilleur réalisateur pour Alfonso Cuarón
  - Meilleure photographie pour Emmanuel Lubezki
  - Meilleur montage pour Alfonso Cuarón et Mark Sanger
  - Meilleurs décors
- Southeastern Film Critics Association Awards 2013 : meilleure photographie pour Emmanuel Lubezki
- St. Louis Film Critics Association Awards 2013 : meilleure photographie pour Emmanuel Lubezki, meilleurs effets visuels
- Toronto Film Critics Association Awards 2013 : meilleur réalisateur pour Alfonso Cuarón
- Utah Film Critics Association Awards 2013 : meilleur film et meilleure photographie pour Emmanuel Lubezki
- Washington D.C. Area Film Critics Association Awards 2013 :
  - Meilleur réalisateur pour Alfonso Cuarón
  - Meilleure photographie pour Emmanuel Lubezki
  - Meilleur montage pour Alfonso Cuarón et Mark Sanger

- Festival international du film de Palm Springs 2014 : Desert Palm Achievement Award pour Sandra Bullock (ex-æquo avec Matthew McConaughey)
- American Society of Cinematographers Awards 2014 : meilleure photographie pour Emmanuel Lubezki
- Vancouver Film Critics Circle Awards 2014 : meilleur réalisateur pour Alfonso Cuarón
- AACTA International Awards 2014 :
  - Meilleur film
  - Meilleur réalisateur pour Alfonso Cuarón
- British Academy Film Awards 2014 :
  - Meilleur film britannique
  - Meilleur réalisateur pour Alfonso Cuarón
  - Meilleure photographie pour Emmanuel Lubezki
  - Meilleurs effets visuels pour Tim Webber, Chris Lawrence, David Shirk, Neil Corbould et Nikki Penny
  - Meilleur son pour Glenn Freemantle, Skip Lievsay, Christopher Benstead, Niv Adiri et Chris Munro
  - Meilleure musique de film pour Steven Price
- Central Ohio Film Critics Association Awards 2014 :
  - Meilleur film
  - Meilleur réalisateur pour Alfonso Cuarón
  - Meilleure photographie pour Emmanuel Lubezki
- Critics' Choice Movie Awards 2014 :
  - Meilleur réalisateur pour Alfonso Cuarón
  - Meilleure photographie pour Emmanuel Lubezki
  - Meilleur montage pour Alfonso Cuaron et Mark Sanger
  - Meilleurs effets visuels
  - Meilleure musique de film pour Steven Price
  - Meilleur film de science-fiction/horreur
  - Meilleure actrice dans un film d'action pour Sandra Bullock
- Directors Guild of America Awards 2014 : meilleur réalisateur pour Alfonso Cuarón
- North Texas Film Critics Association Awards 2014 : meilleur film,  meilleur réalisateur pour Alfonso Cuarón, meilleure actrice pour Sandra Bullock, meilleure photographie pour Emmanuel Lubezki
- Oklahoma Film Critics Circle Awards 2014 : meilleur réalisateur pour Alfonso Cuarón
- Georgia Film Critics Association Awards 2014 : meilleur réalisateur pour Alfonso Cuarón, meilleure photographie pour Emmanuel Lubezki, meilleure direction artistique
- Golden Globes 2014 : meilleur réalisateur pour Alfonso Cuarón
- London Film Critics Circle Awards 2014 : meilleur réalisateur pour Alfonso Cuarón et meilleure réussite technique pour Tim Webber (effets visuels)
- Oscars du cinéma 2014 :
  - Meilleur réalisateur pour Alfonso Cuarón
  - Meilleure photographie pour Emmanuel Lubezki
  - Meilleur montage pour Alfonso Cuarón et Mark Sanger
  - Meilleur montage de son pour Glenn Freemantle
  - Meilleur mixage de son pour Skip Lievsay, Niv Adiri, Christopher Benstead et Chris Munro
  - Meilleurs effets visuels pour Tim Webber, Chris Lawrence, Dave Shirk et Neil Corbould
  - Meilleure musique de film pour Steven Price
- Producers Guild of America Awards 2014 : meilleurs producteurs de film pour Alfonso Cuarón et David Heyman
- Satellite Awards 2014 :
  - Meilleur son
  - Meilleurs effets visuels
  - Meilleure musique de film pour Steven Price

- Samain du cinéma Fantastique de Nice : Grand Prix du Festival 2013

- Prix Ray-Bradbury 2013 : meilleur scénario d'œuvre dramatique de science-fiction[1]
- Motion Picture Sound Editors Awards 2014 : meilleur montage son d'effets spéciaux
- Empire Awards 2014 : Meilleur film et Meilleur réalisateur

## Nominations
- Washington D.C. Area Film Critics Association Awards 2013 :
  - Meilleur film
  - Meilleure actrice pour Sandra Bullock
  - Meilleure direction artistique
  - Meilleure musique de film pour Steven Price

- British Academy Film Awards 2014 :
  - Meilleur film
  - Meilleure actrice pour Sandra Bullock
  - Meilleur scénario original pour Alfonso Cuarón et Jonás Cuarón
  - Meilleurs décors pour Andy Nicholson, Rosie Goodwin et Joanne Woollard
  - Meilleur montage pour Alfonso Cuaron et Mark Sanger
- César du cinéma 2014 : meilleur film étranger
- Critics' Choice Movie Awards 2014 :
  - Meilleur film
  - Meilleure actrice pour Sandra Bullock
  - Meilleure direction artistique pour Andy Nicholson et Rosie Goodwin
- Golden Globes 2014 :
  - Meilleur film dramatique
  - Meilleure actrice dans un film dramatique pour Sandra Bullock
  - Meilleure musique de film pour Steven Price
- Oscars du cinéma 2014 :
  - Meilleur film
  - Meilleure actrice pour Sandra Bullock
  - Meilleurs décors pour Andy Nicholson, Rosie Goodwin et Joanne Woollard
- Satellite Awards 2014 :
  - Meilleur film
  - Meilleur réalisateur pour Alfonso Cuarón
  - Meilleure actrice pour Sandra Bullock
  - Meilleure photographie pour Emmanuel Lubezki
  - Meilleur montage pour Alfonso Cuarón et Mark Sanger
- Screen Actors Guild Awards 2014 : meilleure actrice pour Sandra Bullock